# 红旗街道 (石家庄市)
红旗街道，是中华人民共和国河北省石家庄市桥西区下辖的一个街道办事处。
2013年，石家庄市人民政府批复同意将振头街道办事处石铜路以东的振六、振头直属、尹新3个居民委员会和西五里、东五里、十里尹村、官家庄4个村民委员会划归红旗街道办事处管辖；将红旗街道办事处石铜路以西的玉成、石铜路2个居民委员会划归振头街道办事处管辖。

## 行政区划
红旗街道下辖以下地区：
新石南路第一社区、新石南路第二社区、红旗大街社区、滨河社区、旭城社区、汇丰路社区、振六社区、振头直属社区、西五里村、东五里村、十里尹村和宫家庄村。